# Суриани, Лучано
Лучано Суриани (итал. Luciano Suriani; род. 11 января 1957, Атесса, Абруцци, Италия) — итальянский прелат и ватиканский дипломат. Титулярный архиепископ Амитернума с 22 февраля 2008. Делегат папских представлений в Государственном секретариате Святого Престола с 24 сентября 2009 по 7 декабря 2015. Апостольский нунций в Боливии с 22 февраля по 21 ноября 2008. Апостольский нунций в Сербии с 7 декабря 2015 по 13 мая 2022. Апостольский нунций в Болгарии с 13 мая 2022. Апостольский нунций в Северной Македонии с 20 мая 2022.